# Chełm (Pasmo Lubomira i Łysiny)
Chełm (614 m) – wznoszący się nad Myślenicami szczyt w Paśmie Lubomira i Łysiny. Pasmo to budzi wiele kontrowersji wśród geografów. Według Jerzego Kondrackiego należy do Beskidu Wyspowego, na mapach i w przewodnikach turystycznych zaliczane jest czasami do Beskidu Makowskiego. Ostatnio niektórzy geografowie zaliczają to pasmo do niedawno wyodrębnionego nowego regionu – Beskidu Myślenickiego.
Chełm znajduje się w głównym grzbiecie Pasma Lubomira i Łysiny. W północno-zachodnim kierunku grzbiet ten z Chełmu poprzez zupełnie niewybitny i niski Gruszczyn (475 m) opada do doliny Raby, która w miejscu zwanym Luteranką dokonuje przełomu między Pasmem Lubomira i Łysiny a Plebańską Górą w Beskidzie Makowskim. Południowo-zachodnie stoki Chełmu opadają do doliny Raby, północno-wschodnie do doliny Kobylaka (Talagówki), w południowo-wschodnim ciągnie się grzbiet łączący go z Łysiną. Jest w większości zalesiony, ale od wschodniej strony aż pod szczyt podchodzą pola i zabudowania przysiółka Patykowo.
Chełm jest ośrodkiem turystyczno-sportowym i wypoczynkowym Myślenic. W całości znajduje się w obrębie tego miasta. Nad Rabą u jego zachodniego podnóża znajduje się ośrodek kempingowy i plaża. Od 1988 na szczyt Chełma kursuje krzesełkowa kolej linowa. Latem wywozi on turystów, zimą narciarzy. Na północno-zachodnich stokach Chełmu jest duża Stacja Narciarska Zarabie Sport w Myślenicach. Na szczycie Chełma jest wieża widokowa, z której rozciąga się szeroka panorama widokowa obejmująca obszar od Mogilan pod Krakowem i Kotonia w Beskidzie Makowskim po pasmo Ciecienia. Oprócz wieży widokowej są jeszcze inne atrakcje: prywatne obserwatorium astronomiczne, miniskocznie dla rowerzystów, karczma, ławki, mapa.
W rejonie Chełmu i Lanckorony działał w latach 1730–1736 najbardziej znany w Beskidzie Średnim zbójnik – Józef Baczyński, rodem ze Skawicy. Nazwisko zbójnika wskazuje, że jego rodzina przywędrowała do Skawicy ze wsi Baczyn. W latach 1768–1772 w rejonie Chełmu oraz Lanckorony i Grobów toczyły się walki związane z działalnością konfederacji barskiej.

## Szlaki turystyczne
zielony: Myślenice-Zarabie – Chełm – Wierch Stróża – przełęcz Granice. Czas przejścia: 2.55 h, ↓ 1.55 h